# Графство Гоэлё
Графство Гоэлё (фр. Comté de Goëlo) — феодальное владение в Бретани со столицей в городе Гоэлё, в 1341 году объединившееся с герцогством Бретань, а затем вновь восстановленное в 1485 году.

## История
Морветен был, вероятно, первым графом Пентьевра и Гоэлё, известным из исторических источников. Он участвовал в споре за владение аббатством Редон. 9 июля 871 года Морветен упоминается в хартии, составленной в связи с этим событием, вместе с графом Ванна Паскветеном, графом Корнуая Риваллоном, графом Леона Браном, графом Ренна Юдикаэлем, Риваллоном и Виго, сыновьями короля Бретани Саломона. 
В 958 году, в источниках Сен-Флорен де Сомюра упоминается некий граф Номиноэ. В недатированном источнике середины X века, в записях аббатства Ландевеннек, он упоминается еще один раз. Следующий граф, Хоэль-Лагун, упоминается в 940/950 году в записях того же аббатства, в которое он принес пожертвования вместе с герцогом Бретани Аленом II. В 958 году он упоминается вместе с графом Номиноэ. 
Этьен I, граф де Пентьевр, был женат на Хависе де Генган, богатой наследнице графств Трегье и Генган и сеньории Гоэлё. Происхождение самой Хависы не установлено. После смерти Этьена I в 1135 или 1136 году,  его младший сын Анри I д'Авогур получил владения своей матери, Хависы де Генган, которые перешли к графству Пентьевр еще при жизни его отца. Однако племянник Анри, герцог Бретани Конан IV, отобрал у него графство Генган, присоединив его к герцогству Бретань.
У сына Анри, Алена I, остались графство Трегье и сеньория Гоэлё. В конце 1212 года он скончался, передав свои владения своему сыну Анри II. Перед смертью Ален назначил опекунами своих детей своего брата Гозлена и Жюля III, сеньора де Майенн.
Однако в 1214 году герцог Бретани Пьер Моклерк отобрал у Анри его имущество, в том числе графства Трегье и Пентьевр. У Анри осталась только сеньория Гоэлё с небольшой усадьбой Авогур, название которой определило название рода потомков Анри. В 1264 году сын Анри II Ален II продал все свои земли в Бретани, доставшиеся ему от его родственников и жены, и вскоре умер. Его сын Анри III, с помощью деда, вернул потерянные земли. В 1281 году Анри II скончался, передав сеньорию Гоэлё и сеньорию Авогур своему внуку.
С 1301 года сеньорией владел Анри IV, сын Анри III. Его дочь Жанна умерла раньше него самого, в 1327 году, тогда как он сам скончался в 1334 году. Его внучка Жанна де Пентьевр, которая впоследствии была активным политическим деятелем в войне за бретонское наследство, унаследовала сеньории, которые объединились с герцогством после того как муж Жанны, Карл де Блуа, стал герцогом Бретани.
В 1485 году титул был восстановлен для Франсуа I, внебрачного сына герцога Бретани Франсуа II от Антуаннеты де Магнеле. Также Франсуа получил титулы графа де Вертю, сеньора д'Авогур и сеньора де Клиссон. Его потомки носили эти титулы до смерти Анри-Франсуа д'Авогура в 1746 году.

## Список сеньоров и графов Гоэлё

### Первые графы Гоэлё и Пентьевра
- ?—после 9 июля 871: Морветен (ум. после 9 июля 871), граф де Пентьевр и де Гоэлё
- ?—после 958: Номиноэ (ум. после 958), граф де Пентьевр и де Гоэлё
- ?—после 958: Хоэль-Лагун (ум. после 958), граф де Пентьевр и де Гоэлё

### Дом де Пентьевр
- ?—21 апреля 1135/1136: Этьен I (ум. 21 апреля 1135/1136), граф де Пентьевр с 1091/1093, граф Генгана и граф Трегье
- 21 апреля 1135/1136—начало 1183: Анри I (ум. в начале 1183), граф де Пентьевр, граф Генгана и граф Трегье с 1135/1136
- начало 1183—29 декабря 1212: Ален I (ум. 29 декабря 1212), граф де Пентьевр, граф Генгана и граф Трегье с 1183
- 29 декабря 1212—6 октября 1281: Анри II (ум. 6 октября 1281), граф де Пентьевр, граф Генгана и граф Трегье с 1213
- 6 октября 1281—21 ноября 1301: Анри III (ум. 21 ноября 1301), сеньор д'Авогур с 1281
- 6 октября 1281—1 февраля 1334: Анри IV (ум. 1 февраля 1334), сеньор д'Авогур с 1281

### Второй дом д'Авогур
- 1485—1510: Франсуа I (1462—1510), граф де Вертю, сеньор д'Авогур и де Клиссон
- 1510—1517: Франсуа II (1493—1517), граф де Вертю, сеньор д'Авогур и де Клиссон, сын предыдущего
- 1517—1549: Франсуа III (ум. 14 июля 1549), граф де Вертю, сеньор д'Авогур и де Клиссон, сын предыдущего
- 1549—1598: Эд (ум. 1598), епископ Сента в 1544—1548, граф де Вертю, виконт Сен-Назера, сеньор д'Авогур, д'Эгранд, де Клиссон, де Шатосо и де Монфакон, брат предыдущего
- 1598—1608: Шарль (ум. 1608), граф де Вертю, виконт Сен-Назера, сеньор д'Авогур, д'Эгранд, де Клиссон, де Шатосо и де Монфакон, сын предыдущего
- 1608—1637: Клод I (1581—6 августа 1637), граф де Вертю, виконт Сен-Назера, сеньор д'Авогур, д'Эгранд, де Клиссон, де Шатосо и де Монфакон, сын предыдущего
- 1637—1669: Луи (ум. 2 октября 1669), граф де Вертю, виконт Сен-Назера, сеньор д'Авогур, д'Эгранд, де Клиссон, де Шатосо и де Монфакон, сын предыдущего
- 1669—1699: Клод II (1629—7 марта 1699), граф де Вертю, виконт Сен-Назера, сеньор д'Авогур, д'Эгранд, де Клиссон, де Шатосо и де Монфакон, сын предыдущего
- 1699—1734: Арман-Франсуа (14 октября 1682—12 января 1734), граф де Вертю, сеньор д'Авогур и де Клиссон, сын предыдущего
- 1734—1746: Анри-Франсуа (17 июня 1685—2 сентября 1746), граф де Вертю, сеньор д'Авогур и де Клиссон, брат предыдущего